# Budětice (hrad)
Budětice (též Džbán) jsou zřícenina hradu v katastrálním území obce Budětice v Plzeňském kraji. Nachází se asi jeden kilometr severně od Budětic na jihozápadním vrcholu vrchu Džbán (618 m n. m.) mezi Buděticemi a Vlkonicemi. Od roku 1964 jsou zbytky hradu chráněny jako kulturní památka.

## Historie

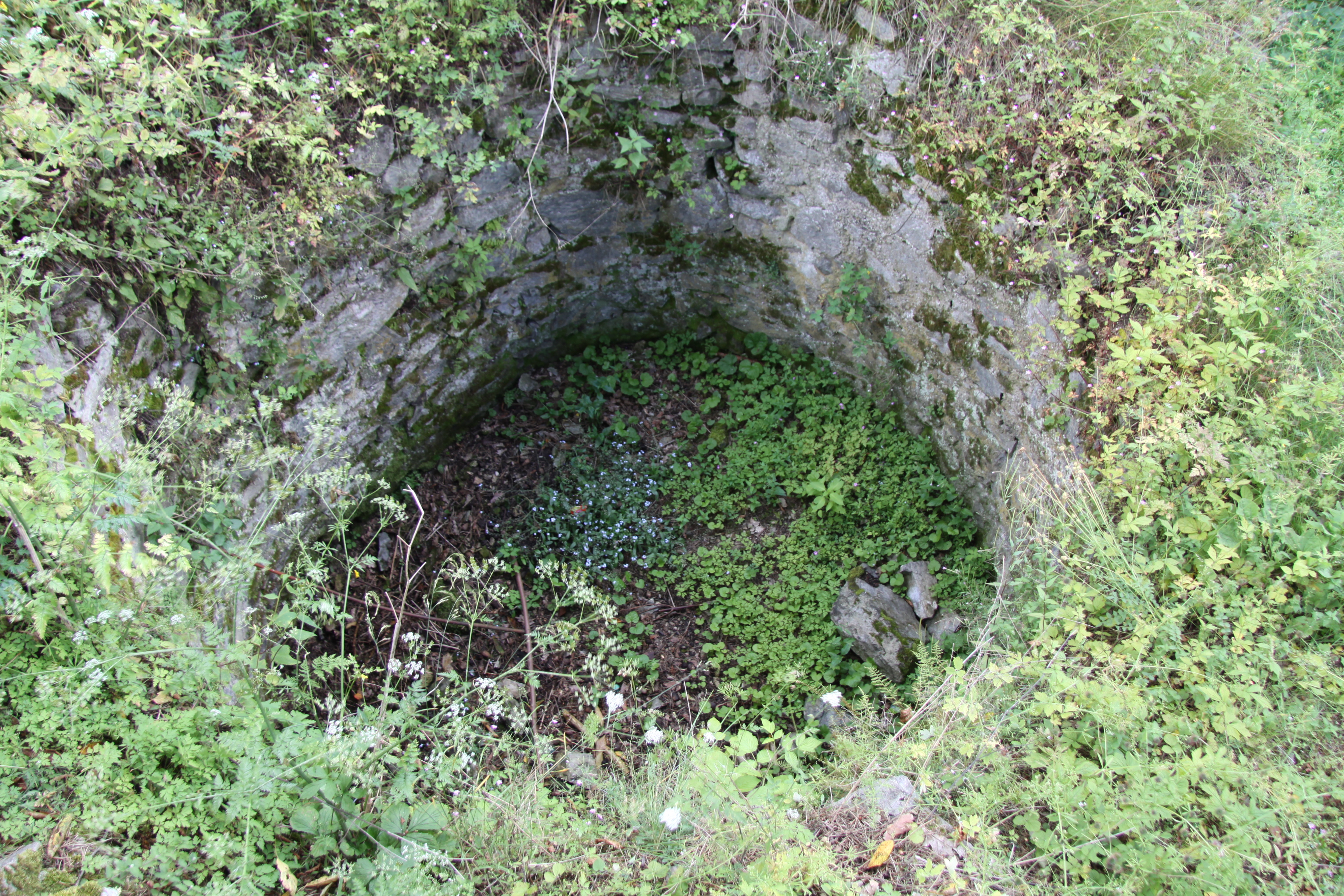
Zbytky hradní věže

Hrad byl založen pravděpodobně ve druhé polovině 13. století pány z Budětic. Hrad jeho poslední majitel, Bohuslav z Budětic, po roce 1291 opustil a přestěhoval se na blízký hrad Rabí a Budětice ponechal svému osudu. Hrad následně zpustl a v současnosti jsou na místě vidět jen základy věže a obranné valy v okolí, které byly odkryty po roce 1945.

## Stavební podoba
S výjimku východní strany bylo staveniště hradu obehnáno příkopem. Na jižní straně oválného staveniště stála okrouhlá věž, ke které ze severu přiléhala užší strana kamenného paláce. Ostatní budovy a opevnění byly pravděpodobně dřevěné. Tomáš Durdík hrad typologicky zařadil mezi šlechtické variace hradů přechodného typu.